# D-アスパラギン酸オキシダーゼ
D-アスパラギン酸オキシダーゼ(D-aspartate oxidase)は、アスパラギン酸代謝酵素の一つで、次の化学反応を触媒する酸化還元酵素である。
D-アスパラギン酸 + H2O + O2 {\displaystyle \rightleftharpoons } オキサロ酢酸 + NH3 + H2O2
反応式の通り、この酵素の基質はD-アスパラギン酸とH2OとO2、生成物はオキサロ酢酸とNH3とH2O2である。補因子としてFADを用いる。
組織名はD-aspartate:oxygen oxidoreductase (deaminating)で、別名にaspartic oxidase, D-aspartic oxidaseがある。